# Campeonato Mundial de Baloncesto Femenino Sub-19 de 1993
El III Campeonato Mundial de Baloncesto Femenino Sub-19 (en coreano: 1993 FIBA 19 세 이하 세계 여자 선수권 대회) se realizó en Seúl, Corea del Sur, entre el 1 y el 8 de agosto de 1993.
El campeonato contó con la participación de 12 selecciones nacionales de baloncesto sub-19. Australia se proclamó campeona por primera vez, tras vencer a Rusia en la final por 72-54.

## Clasificados
| Competición                                      | Fecha                  | Sede                       | Plazas | Equipos clasificados                   |
| ------------------------------------------------ | ---------------------- | -------------------------- | ------ | -------------------------------------- |
| País anfitrión                                   | —                      | —                          | 1      | Corea del Sur                          |
| Campeonato FIBA Américas Femenino Sub-18 de 1992 | —                      | Guanajuato                 | 2      | Brasil Estados Unidos                  |
| Campeonato FIBA Europa Femenino Sub-18 de 1992   | 8–16 de agosto de 1992 | Kalamata, Trípoli y Patras | 4      | Rusia Bulgaria Polonia Francia         |
| Campeonato FIBA África Femenino Sub-18 de 1991   | —                      | Dakar                      | 1      | Zaire                                  |
| Campeonato FIBA Asia Femenino Sub-18 de 1992     | —                      | Pekín                      | 4      | Corea del Sur China Japón China Taipéi |
| FIBA Oceanía                                     | —                      | —                          | 1      | Australia                              |
| Total                                            | Total                  | Total                      | 12     | 12                                     |

## Organización

### Sedes
| Seúl , sede del torneo |

### Sorteo de grupos
Los grupos quedaron distribuidos de la siguiente forma:
| Grupo A                                             | Grupo B                                                     |
| --------------------------------------------------- | ----------------------------------------------------------- |
| Australia Brasil China China Taipéi Francia Polonia | Bulgaria Corea del Sur (H) Estados Unidos Japón Rusia Zaire |

### Formato
Fase de grupos
En esta primera fase, los 12 países se dividieron en 2 grupos de 6 equipos cada uno. Se enfrontaron todos contra todos a partido único. Los dos mejores equipos pasaron directamente a semifinales, los equipos clasificados en el segundo y tercer lugar pasaron al cuadro de clasificación del 5.º al 8.º lugar, y los dos peores equipos de cada grupo pasaron al cuadro de clasificación del 9.º al 12.º lugar. 
Fase final
Esta fase constó de las semifinales (donde se enfrentaron A1-B2 y A2-B1), el partido por la medalla de bronce y la final, así como de los cuadros de clasificación del 5.º-8.º lugar (A3-B4 y A4-B3) y del 9.º-12.º lugar (A5-B6 y A6-B5).

## Fase de grupos
Todos los horarios corresponden al huso horario local (GMT+9).

### Grupo A
| Pos. | Equipo       | PJ | G | P | PF  | PC  | DP   | Pts | Clasificación |
| ---- | ------------ | -- | - | - | --- | --- | ---- | --- | ------------- |
| 1    | Australia    | 5  | 5 | 0 | 390 | 233 | +157 | 10  | Semifinales   |
| 2    | Polonia      | 5  | 4 | 1 | 352 | 322 | +30  | 9   | Semifinales   |
| 3    | Brasil       | 5  | 3 | 2 | 358 | 321 | +37  | 8   | 5º-8º lugar   |
| 4    | Francia      | 5  | 2 | 3 | 289 | 344 | −55  | 7   | 5º-8º lugar   |
| 5    | China        | 5  | 1 | 4 | 363 | 400 | −37  | 6   | 9º-12º lugar  |
| 6    | China Taipéi | 5  | 0 | 5 | 273 | 405 | −132 | 5   | 9º-12º lugar  |

 Fuente: FIBA
Jornada 1
| 1 de agosto | Francia                            | 53–73                              | Brasil                             | Seúl |  |
| 11:30       | Marcador por tiempos: 25-35, 28-38 | Marcador por tiempos: 25-35, 28-38 | Marcador por tiempos: 25-35, 28-38 |      |  |
|             | Estadísticas Melain 14             | Reporte Pts                        | Estadísticas 18 Sobral             |      |  |

| 1 de agosto | China                              | 82–66                              | China Taipéi                       | Seúl |  |
| 17:50       | Marcador por tiempos: 47-38, 35-28 | Marcador por tiempos: 47-38, 35-28 | Marcador por tiempos: 47-38, 35-28 |      |  |
|             | Estadísticas Ma Z. 27              | Reporte Pts                        | Estadísticas 13 Lin                |      |  |

| 1 de agosto | Polonia                            | 58–60                              | Australia                          | Seúl |  |
| 21:10       | Marcador por tiempos: 27-30, 31-30 | Marcador por tiempos: 27-30, 31-30 | Marcador por tiempos: 27-30, 31-30 |      |  |
|             | Estadísticas Dydek 15              | Reporte Pts                        | Estadísticas 18 Brogan             |      |  |

Jornada 2
| 2 de agosto | China                              | 68–89                              | Brasil                             | Seúl |  |
| 11:40       | Marcador por tiempos: 38-45, 30-44 | Marcador por tiempos: 38-45, 30-44 | Marcador por tiempos: 38-45, 30-44 |      |  |
|             | Estadísticas Si 22                 | Reporte Pts                        | Estadísticas 22 Neves              |      |  |

| 2 de agosto | China Taipéi                       | 61–70                              | Polonia                            | Seúl |  |
| 13:20       | Marcador por tiempos: 36-43, 25-27 | Marcador por tiempos: 36-43, 25-27 | Marcador por tiempos: 36-43, 25-27 |      |  |
|             | Estadísticas Chang 18              | Reporte Pts                        | Estadísticas 27 Dydek              |      |  |

| 2 de agosto | Australia                          | 82–35                              | Francia                            | Seúl |  |
| 18:20       | Marcador por tiempos: 43-15, 39-20 | Marcador por tiempos: 43-15, 39-20 | Marcador por tiempos: 43-15, 39-20 |      |  |
|             | Estadísticas Whittle 20            | Reporte Pts                        | Estadísticas 8 Lesdema             |      |  |

Jornada 3
| 3 de agosto | Brasil                             | 64–66                              | Polonia                            | Seúl |  |
| 10:00       | Marcador por tiempos: 30-31, 34-35 | Marcador por tiempos: 30-31, 34-35 | Marcador por tiempos: 30-31, 34-35 |      |  |
|             | Estadísticas Santos 19             | Reporte Pts                        | Estadísticas 21 Słabęcka           |      |  |

| 3 de agosto | Australia                          | 101–35                             | China Taipéi                       | Seúl |  |
| 11:40       | Marcador por tiempos: 42-19, 59-16 | Marcador por tiempos: 42-19, 59-16 | Marcador por tiempos: 42-19, 59-16 |      |  |
|             | Estadísticas Brogan 15             | Reporte Pts                        | Estadísticas 10 Chen C.            |      |  |

| 1 de agosto | Francia                            | 77–75                              | China                              | Seúl |  |
| 13:20       | Marcador por tiempos: 40-32, 37-43 | Marcador por tiempos: 40-32, 37-43 | Marcador por tiempos: 40-32, 37-43 |      |  |
|             | Estadísticas Savasta 18            | Reporte Pts                        | Estadísticas 17 Ma Z.              |      |  |

Jornada 4
| 4 de agosto | Polonia                            | 87–79                              | China                              | Seúl |  |
| 11:40       | Marcador por tiempos: 40-37, 47-42 | Marcador por tiempos: 40-37, 47-42 | Marcador por tiempos: 40-37, 47-42 |      |  |
|             | Estadísticas Dydek 23              | Reporte Pts                        | Estadísticas 24 Liu W.             |      |  |

| 4 de agosto | Brasil                             | 46–66                              | Australia                          | Seúl |  |
| 13:20       | Marcador por tiempos: 21-34, 25-32 | Marcador por tiempos: 21-34, 25-32 | Marcador por tiempos: 21-34, 25-32 |      |  |
|             | Estadísticas Santos 11             | Reporte Pts                        | Estadísticas 21 Brogan             |      |  |

| 4 de agosto | China Taipéi                       | 43–66                              | Francia                            | Seúl |  |
| 18:20       | Marcador por tiempos: 18-40, 25-26 | Marcador por tiempos: 18-40, 25-26 | Marcador por tiempos: 18-40, 25-26 |      |  |
|             | Estadísticas Hsiao 15              | Reporte Pts                        | Estadísticas 15 Lesdema            |      |  |

Jornada 5
| 5 de agosto | China                              | 59–81                              | Australia                          | Seúl |  |
| 10:00       | Marcador por tiempos: 30-42, 29-39 | Marcador por tiempos: 30-42, 29-39 | Marcador por tiempos: 30-42, 29-39 |      |  |
|             | Estadísticas Ma C. 14              | Reporte Pts                        | Estadísticas 23 di Francesco       |      |  |

| 5 de agosto | China Taipéi                       | 68–86                              | Brasil                             | Seúl |  |
| 13:20       | Marcador por tiempos: 33-41, 35-45 | Marcador por tiempos: 33-41, 35-45 | Marcador por tiempos: 33-41, 35-45 |      |  |
|             | Estadísticas Chang 13              | Reporte Pts                        | Estadísticas 18 de Oliveira        |      |  |

| 5 de agosto | Francia                            | 58–71                              | Polonia                            | Seúl |  |
| 16:40       | Marcador por tiempos: 25-32, 33-39 | Marcador por tiempos: 25-32, 33-39 | Marcador por tiempos: 25-32, 33-39 |      |  |
|             | Estadísticas Savasta 17            | Reporte Pts                        | Estadísticas 26 Dydek              |      |  |

### Grupo B
| Pos. | Equipo         | PJ | G | P | PF  | PC  | DP   | Pts | Clasificación |
| ---- | -------------- | -- | - | - | --- | --- | ---- | --- | ------------- |
| 1    | Rusia          | 5  | 4 | 1 | 401 | 275 | +126 | 9   | Semifinales   |
| 2    | Corea del Sur  | 5  | 4 | 1 | 437 | 298 | +139 | 9   | Semifinales   |
| 3    | Estados Unidos | 5  | 4 | 1 | 377 | 327 | +50  | 9   | 5º-8º lugar   |
| 4    | Japón          | 5  | 2 | 3 | 379 | 391 | −12  | 7   | 5º-8º lugar   |
| 5    | Bulgaria       | 5  | 1 | 4 | 313 | 389 | −76  | 6   | 9º-12º lugar  |
| 6    | Zaire          | 5  | 0 | 5 | 200 | 427 | −227 | 5   | 9º-12º lugar  |

 Fuente: FIBA
Notas:
1. 1 2 3  Rusia: 3 pts. (1–1), +9 DP; Corea del Sur: 3 pts. (1–1), +4 DP; Estados Unidos: 3 pts. (1–1), -13 DP

Jornada 1
| 1 de agosto | Corea del Sur                      | 111–30                             | Zaire                              | Seúl |  |
| 14:30       | Marcador por tiempos: 57-13, 54-17 | Marcador por tiempos: 57-13, 54-17 | Marcador por tiempos: 57-13, 54-17 |      |  |
|             | Estadísticas Cho 18                | Reporte Pts                        | Estadísticas 14 Mabika             |      |  |

| 1 de agosto | Bulgaria                           | 44–81                              | Rusia                              | Seúl |  |
| 16:10       | Marcador por tiempos: 23-42, 21-39 | Marcador por tiempos: 23-42, 21-39 | Marcador por tiempos: 23-42, 21-39 |      |  |
|             | Estadísticas Asenova-Lozanova 12   | Reporte Pts                        | Estadísticas 18 Pshikeva           |      |  |

| 1 de agosto | Japón                              | 75–85                              | Estados Unidos                     | Seúl |  |
| 19:30       | Marcador por tiempos: 50-46, 25-39 | Marcador por tiempos: 50-46, 25-39 | Marcador por tiempos: 50-46, 25-39 |      |  |
|             | Estadísticas Shimada 20            | Reporte Pts                        | Estadísticas 17 Lobo               |      |  |

Jornada 2
| 2 de agosto | Zaire                              | 43–83                              | Bulgaria                           | Seúl |  |
| 10:00       | Marcador por tiempos: 18-41, 25-42 | Marcador por tiempos: 18-41, 25-42 | Marcador por tiempos: 18-41, 25-42 |      |  |
|             | Estadísticas Mabika 18             | Reporte Pts                        | Estadísticas 18 Yankulova          |      |  |

| 2 de agosto | Corea del Sur                      | 82–64                              | Estados Unidos                     | Seúl |  |
| 15:00       | Marcador por tiempos: 36-34, 46-30 | Marcador por tiempos: 36-34, 46-30 | Marcador por tiempos: 36-34, 46-30 |      |  |
|             | Estadísticas Han 26                | Reporte Pts                        | Estadísticas 16 Lobo               |      |  |

| 2 de agosto | Rusia                              | 91–60                              | Japón                              | Seúl |  |
| 16:40       | Marcador por tiempos: 37-30, 54-30 | Marcador por tiempos: 37-30, 54-30 | Marcador por tiempos: 37-30, 54-30 |      |  |
|             | Estadísticas Pshikeva 31           | Reporte Pts                        | Estadísticas 16 Okazato            |      |  |

Jornada 3
| 3 de agosto | Japón                              | 63–93                              | Corea del Sur                      | Seúl |  |
| 15:00       | Marcador por tiempos: 36-47, 27-46 | Marcador por tiempos: 36-47, 27-46 | Marcador por tiempos: 36-47, 27-46 |      |  |
|             | Estadísticas Aizawa 18             | Reporte Pts                        | Estadísticas 23 Jung               |      |  |

| 3 de agosto | Rusia                              | 79–30                              | Zaire                              | Seúl |  |
| 16:40       | Marcador por tiempos: 45-13, 34-17 | Marcador por tiempos: 45-13, 34-17 | Marcador por tiempos: 45-13, 34-17 |      |  |
|             | Estadísticas Fourtseva 16          | Reporte Pts                        | Estadísticas 6 Mabika              |      |  |

| 3 de agosto | Estados Unidos                     | 91–59                              | Bulgaria                           | Seúl |  |
| 18:20       | Marcador por tiempos: 38-30, 53-29 | Marcador por tiempos: 38-30, 53-29 | Marcador por tiempos: 38-30, 53-29 |      |  |
|             | Estadísticas Johnson 22            | Reporte Pts                        | Estadísticas 16 Branzova           |      |  |

Jornada 4
| 4 de agosto | Zaire                              | 54–90                              | Japón                              | Seúl |  |
| 10:00       | Marcador por tiempos: 19-35, 35-55 | Marcador por tiempos: 19-35, 35-55 | Marcador por tiempos: 19-35, 35-55 |      |  |
|             | Estadísticas Mbuyamba 18           | Reporte Pts                        | Estadísticas 28 Shimada            |      |  |

| 4 de agosto | Estados Unidos                     | 73–68                              | Rusia                              | Seúl |  |
| 15:00       | Marcador por tiempos: 42-34, 31-34 | Marcador por tiempos: 42-34, 31-34 | Marcador por tiempos: 42-34, 31-34 |      |  |
|             | Estadísticas Smith, Johnson 15     | Reporte Pts                        | Estadísticas 18 Femenke            |      |  |

| 4 de agosto | Bulgaria                           | 59–83                              | Corea del Sur                      | Seúl |  |
| 16:40       | Marcador por tiempos: 30-38, 29-45 | Marcador por tiempos: 30-38, 29-45 | Marcador por tiempos: 30-38, 29-45 |      |  |
|             | Estadísticas Gueorguieva 16        | Reporte Pts                        | Estadísticas 21 Cho                |      |  |

Jornada 5
| 5 de agosto | Japón                              | 91–68                              | Bulgaria                           | Seúl |  |
| 11:40       | Marcador por tiempos: 44-31, 47-37 | Marcador por tiempos: 44-31, 47-37 | Marcador por tiempos: 44-31, 47-37 |      |  |
|             | Estadísticas Okazato 23            | Reporte Pts                        | Estadísticas 24 Yankulova          |      |  |

| 5 de agosto | Corea del Sur                      | 68–82                              | Rusia                              | Seúl |  |
| 15:00       | Marcador por tiempos: 33-40, 35-42 | Marcador por tiempos: 33-40, 35-42 | Marcador por tiempos: 33-40, 35-42 |      |  |
|             | Estadísticas Han 21                | Reporte Pts                        | Estadísticas 32 Pshikeva           |      |  |

| 5 de agosto | Zaire                              | 43–64                              | Estados Unidos                     | Seúl |  |
| 18:20       | Marcador por tiempos: 17-36, 26-28 | Marcador por tiempos: 17-36, 26-28 | Marcador por tiempos: 17-36, 26-28 |      |  |
|             | Estadísticas Mabika 15             | Reporte Pts                        | Estadísticas 17 Woosley            |      |  |

## Fase final

### Cuadro por el 9º-12º lugar
|  | Semifinales 9º-12º | Semifinales 9º-12º |          |       | Partido 9º lugar  | Partido 9º lugar  |  |
|  | 7 de agosto        | 7 de agosto        |          |       | 8 de agosto       | 8 de agosto       |  |
|  |                    |                    |          |       |                   |                   |  |
|  |                    |                    |          |       |                   |                   |  |
|  | China              | 70                 |          |       |                   |                   |  |
|  | China              | 70                 |          |       |                   |                   |  |
|  | Zaire              | 74                 |          |       |                   |                   |  |
|  | Zaire              | 74                 |          | Zaire | 55                |                   |  |
|  |                    |                    |          | Zaire | 55                |                   |  |
|  |                    |                    | Bulgaria | 91    |                   |                   |  |
|  | Bulgaria           | 72                 | Bulgaria | 91    |                   |                   |  |
|  | Bulgaria           | 72                 |          |       |                   |                   |  |
|  | China Taipéi       | 58                 |          |       | Partido 11º lugar | Partido 11º lugar |  |
|  | China Taipéi       | 58                 |          |       | Partido 11º lugar | Partido 11º lugar |  |
|  |                    |                    |          |       |                   |                   |  |
|  |                    |                    |          |       | China             | 67                |  |
|  |                    |                    |          |       | China             | 67                |  |
|  |                    |                    |          |       | China Taipéi      | 64                |  |
|  |                    |                    |          |       | China Taipéi      | 64                |  |
|  |                    |                    |          |       |                   |                   |  |

#### Semifinales del 9º-12º lugar
| 7 de agosto | China                              | 70–74                              | Zaire                              | Seúl |  |
| 10:00       | Marcador por tiempos: 35-32, 35-42 | Marcador por tiempos: 35-32, 35-42 | Marcador por tiempos: 35-32, 35-42 |      |  |
|             | Estadísticas Liu W. 28             | Reporte Pts                        | Estadísticas 29 Mbuyamba           |      |  |

| 7 de agosto | Bulgaria                           | 72–58                              | China Taipéi                       | Seúl |  |
| 11:40       | Marcador por tiempos: 42-26, 30-32 | Marcador por tiempos: 42-26, 30-32 | Marcador por tiempos: 42-26, 30-32 |      |  |
|             | Estadísticas Yankulova 14          | Reporte Pts                        | Estadísticas 14 Chang              |      |  |

#### Partido por el 11º lugar
| 8 de agosto | China                              | 67–64                              | China Taipéi                       | Seúl |  |
| 09:40       | Marcador por tiempos: 37-28, 30-36 | Marcador por tiempos: 37-28, 30-36 | Marcador por tiempos: 37-28, 30-36 |      |  |
|             | Estadísticas Jiang, Liu W. 13      | Reporte Pts                        | Estadísticas 11 Pan, Kao, Hsiao    |      |  |

#### Partido por el 9º lugar
| 8 de agosto | Zaire                              | 55–91                              | Bulgaria                            | Seúl |  |
| 11:20       | Marcador por tiempos: 24-43, 31-48 | Marcador por tiempos: 24-43, 31-48 | Marcador por tiempos: 24-43, 31-48  |      |  |
|             | Estadísticas Mabika 14             | Reporte Pts                        | Estadísticas 18 Branzova, Yankulova |      |  |

### Cuadro por el 5º-8º lugar
|  | Semifinales 5º-8º | Semifinales 5º-8º |        |         | Partido 5º lugar | Partido 5º lugar |  |
|  | 7 de agosto       | 7 de agosto       |        |         | 8 de agosto      | 8 de agosto      |  |
|  |                   |                   |        |         |                  |                  |  |
|  |                   |                   |        |         |                  |                  |  |
|  | Francia           | 75                |        |         |                  |                  |  |
|  | Francia           | 75                |        |         |                  |                  |  |
|  | Estados Unidos    | 74                |        |         |                  |                  |  |
|  | Estados Unidos    | 74                |        | Francia | 39               |                  |  |
|  |                   |                   |        | Francia | 39               |                  |  |
|  |                   |                   | Brasil | 69      |                  |                  |  |
|  | Brasil            | 103               | Brasil | 69      |                  |                  |  |
|  | Brasil            | 103               |        |         |                  |                  |  |
|  | Japón             | 70                |        |         | Partido 7º lugar | Partido 7º lugar |  |
|  | Japón             | 70                |        |         | Partido 7º lugar | Partido 7º lugar |  |
|  |                   |                   |        |         |                  |                  |  |
|  |                   |                   |        |         | Estados Unidos   | 109              |  |
|  |                   |                   |        |         | Estados Unidos   | 109              |  |
|  |                   |                   |        |         | Japón            | 76               |  |
|  |                   |                   |        |         | Japón            | 76               |  |
|  |                   |                   |        |         |                  |                  |  |

#### Semifinales del 5º–8º lugar
| 7 de agosto | Francia                            | 75–74                              | Estados Unidos                     | Seúl |  |
| 16:40       | Marcador por tiempos: 40-39, 35-35 | Marcador por tiempos: 40-39, 35-35 | Marcador por tiempos: 40-39, 35-35 |      |  |
|             | Estadísticas Melain 23             | Reporte Pts                        | Estadísticas 18 Hemmer             |      |  |

| 7 de agosto | Brasil                             | 103–70                             | Japón                              | Seúl |  |
| 18:20       | Marcador por tiempos: 59-30, 44-40 | Marcador por tiempos: 59-30, 44-40 | Marcador por tiempos: 59-30, 44-40 |      |  |
|             | Estadísticas Silva 19              | Reporte Pts                        | Estadísticas 14 Hamaguchi          |      |  |

#### Partido por el 7º lugar
| 8 de agosto | Francia                            | 39–69       | Brasil                 | Seúl |  |
|             | Marcador por tiempos: 19-31, 20-38 |             |                        |      |  |
|             | Estadísticas Melain, Lesdema 12    | Reporte Pts | Estadísticas 16 Santos |      |  |

#### Partido por el 5º lugar
| 8 de agosto | Estados Unidos                     | 109–76                             | Japón                              | Seúl |  |
| 13:00       | Marcador por tiempos: 51-38, 58-38 | Marcador por tiempos: 51-38, 58-38 | Marcador por tiempos: 51-38, 58-38 |      |  |
|             | Estadísticas Spurlock 18           | Reporte Pts                        | Estadísticas 15 Shimada, Okazato   |      |  |

### Cuadro final
|  | Semifinales   | Semifinales |           |       | Final         | Final       |  |
|  | 7 de agosto   | 7 de agosto |           |       | 8 de agosto   | 8 de agosto |  |
|  |               |             |           |       |               |             |  |
|  |               |             |           |       |               |             |  |
|  | Polonia       | 54          |           |       |               |             |  |
|  | Polonia       | 54          |           |       |               |             |  |
|  | Rusia         | 78          |           |       |               |             |  |
|  | Rusia         | 78          |           | Rusia | 54            |             |  |
|  |               |             |           | Rusia | 54            |             |  |
|  |               |             | Australia | 72    |               |             |  |
|  | Australia     | 78          | Australia | 72    |               |             |  |
|  | Australia     | 78          |           |       |               |             |  |
|  | Corea del Sur | 63          |           |       | 3.º puesto    | 3.º puesto  |  |
|  | Corea del Sur | 63          |           |       | 3.º puesto    | 3.º puesto  |  |
|  |               |             |           |       |               |             |  |
|  |               |             |           |       | Polonia       | 74          |  |
|  |               |             |           |       | Polonia       | 74          |  |
|  |               |             |           |       | Corea del Sur | 53          |  |
|  |               |             |           |       | Corea del Sur | 53          |  |
|  |               |             |           |       |               |             |  |

#### Semifinales
| 7 de agosto | Polonia                                     | 54–78                              | Rusia                                   | Seúl |  |
| 13:20       | Marcador por tiempos: 28-39, 26-39          | Marcador por tiempos: 28-39, 26-39 | Marcador por tiempos: 28-39, 26-39      |      |  |
|             | Estadísticas Błażkiewicz, Słabęcka, Dydek 8 | Reporte Pts                        | Estadísticas 21 Fourtseva, Bourmistrova |      |  |

| 7 de agosto | Australia                          | 78–63                              | Corea del Sur                      | Seúl |  |
| 15:00       | Marcador por tiempos: 39-29, 39-34 | Marcador por tiempos: 39-29, 39-34 | Marcador por tiempos: 39-29, 39-34 |      |  |
|             | Estadísticas Brogan 24             | Reporte Pts                        | Estadísticas 16 Jung               |      |  |

#### Partido por la medalla de bronce
| 8 de agosto | Polonia                            | 74–53                              | Corea del Sur                      | Seúl |  |
| 16:20       | Marcador por tiempos: 29-31, 45-22 | Marcador por tiempos: 29-31, 45-22 | Marcador por tiempos: 29-31, 45-22 |      |  |
|             | Estadísticas Słabęcka 23           | Reporte Pts                        | Estadísticas 21 Jung               |      |  |

#### Final
| 8 de agosto | Rusia                              | 54–72                              | Australia                          | Seúl |  |
| 18:00       | Marcador por tiempos: 17-34, 37-38 | Marcador por tiempos: 17-34, 37-38 | Marcador por tiempos: 17-34, 37-38 |      |  |
|             | Estadísticas Pshikeva 13           | Reporte Pts                        | Estadísticas 20 Brogan             |      |  |

| Bandera de Australia          |
| Campeón Australia 1.er título |

## Medallero
| Rusia | Australia | Polonia |

## Clasificación final
| Pos.              | Equipo         | Pts | G-P | PF  | PC  | Dif. |
| ----------------- | -------------- | --- | --- | --- | --- | ---- |
| Medalla de oro    | Australia      | 14  | 7-0 | 540 | 350 | +190 |
| Medalla de plata  | Rusia          | 12  | 5-2 | 348 | 447 | -99  |
| Medalla de bronce | Polonia        | 12  | 5-2 | 480 | 453 | +27  |
| 4                 | Corea del Sur  | 11  | 4-3 | 460 | 550 | -90  |
| 5                 | Brasil         | 12  | 5-2 | 530 | 430 | +100 |
| 6                 | Francia        | 10  | 3-4 | 403 | 487 | -84  |
| 7                 | Estados Unidos | 12  | 5-2 | 510 | 462 | +48  |
| 8                 | Japón          | 9   | 2-5 | 482 | 489 | -7   |
| 9                 | Bulgaria       | 10  | 3-4 | 439 | 436 | +3   |
| 10                | Zaire          | 8   | 1-6 | 437 | 438 | -1   |
| 11                | China          | 9   | 2-5 | 500 | 538 | -38  |
| 12                | China Taipéi   | 7   | 0-7 | 395 | 544 | -149 |

Fuente: FIBA